# Dhruvadevi
Dhruvadevi, var en drottning av Guptariket, gift med kung Chandragupta II (regent 380–415), och mor till Kumaragupta I. Hon var troligen samma person som drottning Dhruva-svamini.
Enligt sanskritpjäsen Devi-Chandraguptam var hon ursprungligen gift med prins Ramagupta, som utelämnade henne till fienden under en belägring av shaka. Hennes svåger kunde då ta sig in i lägret förklädd till henne och döda fienden. Efter detta ska han ha gift sig med henne. 